# Shawar
Shawar (en árabe: شاور بن مجير السعدي) fue un gobernante de Egipto, el visir, desde diciembre de 1162 hasta que fue asesinado en 1169.
Es conocido por tomar parte en la lucha interna por el poder durante las cruzadas entre el rey cristiano Amalarico I de Jerusalén y Shirkuh, un general sirio y el tío del hombre que se convertiría en el famoso campeón musulmán Saladino. Shawar fue conocido por el continuo cambio de alianzas, aliándose primero con un lado, y luego el otro e incluso ordenó la quema de su propia capital, Fustat, sólo para que el enemigo no pudiera tomarla. La lucha de poder entre Shawar, Amalarico y Shirkuh fue el escenario de una de las historias de Robert E. Howard (1906-1936), "Puertas del Imperio".

## Biografía
Shawar fue el visir al final del califato Fatimí, mientras que Al-Adid era califa (1160-1171). En la segunda mitad del siglo XII, el califato fatimí se estaba desmoronando, y Egipto había caído en un estado de casi anarquía. El jefe oficial del estado era el califa, pero el poder real era el visir de Egipto, y varios gobernadores egipcios compitieron entre sí para la posición, a menudo con gran violencia.
Durante el año 1150, Shawar fue el gobernador del Alto Egipto fatimí por cinco años, sin embargo hizo un trato con el sultán de Damasco, Nur al-Din Zangi, abandonando a los fatimíes y uniéndose a los selyúcidas en Siria. Shawar inicialmente con la ayuda del sultán, tomó el control de El Cairo, y rápidamente mató a su predecesor y toda la familia del mismo. Sin embargo, nueve meses más tarde, Shawar mismo fue derrocado por uno de sus lugartenientes, Dirgham. Él volvió a solicitar la asistencia de sultán Nur al-Din, que envió a uno de sus generales, Shirkuh, para resolver la controversia. Dirgham fue asesinado, y Shawar fue restaurado en el poder. Sin embargo, Shawar luego discutió con Shirkuh, y se alió con el rey cruzado, Amalarico I de Jerusalén, que atacó a Shirkuh en Bilbeis en agosto-octubre de 1164. El asedio terminó con un empate, y ambos Shirkuh y Amalarico accedieron retirarse de Egipto.
En 1166, Shirkuh intentó otro ataque, pero Shawar pidió refuerzos de Amalric, que llegó al mismo tiempo en enero de 1167. La lucha continuó en Egipto, hasta al Babayn, justo al sur de El Cairo. Allí, el ejército de Shirkuh logró una gran victoria sobre Amalric en marzo. Esto resultó en otro estancamiento, y Shirkuh y Amalric de nuevo simultáneamente retiraron sus respectivas fuerzas en agosto de 1167, dejando a Shawar en el poder, aunque Amalric dejó una guarnición en El Cairo, y Egipto fue obligado a pagar más tributo al gobierno de Amalric en Jerusalén.
En el invierno de 1168, Amalric volvió a atacar a Egipto, y Shawar cambió de alianzas de nuevo, esta vez volviendo a Shirkuh, al que había traicionado en 1164. Shirkuh y Shawar intentaron forzar a la guarnición de los cruzados de Egipto, pero Amalric continuó hasta su ejército estaba acampado al sur de Fustat (los restos de los cuales son hoy en lo que se conoce como El Cairo Viejo ). Viendo la invasión de Amalric inminente, Shawar ordenó la quema de su propia ciudad, para mantenerlo de las manos de Amalric. Según el historiador egipcio Al-Maqrizi (1346-1442):

Shawar ordenó que Fustat fuera evacuado. Obligó [a los ciudadanos] a dejar su dinero y sus bienes y huir para salvar sus vidas con sus hijos. En el pánico y el caos del éxodo, la muchedumbre que huía parecía un enorme ejército de fantasmas ... Algunos se refugiaron en las mezquitas y baños ... en espera de una embestida cristiana similar a la de Bilbeis . Shawar envió 20.000 vasijas de nafta y 10.000 bombas de iluminación [mish'al] y las distribuyó por toda la ciudad. Las llamas y el humo envolvió la ciudad y se elevó al cielo en una escena aterradora. El fuego ardió durante 54 días ....

Pero Shirkuh obligó a Amalric a retirarse, y luego conquistó Egipto con sus propias fuerzas. En enero de 1169, El Cairo cayó, y Shirkuh hizo ejecutar a Shawar. Shirkuh fue nombrado el nuevo vizir, pero su reinado duró sólo dos meses. Ya que era un hombre obeso, murió de "indigestión". No obstante, tuvo éxito en nombrar a su sobrino, Saladino, vizir.